# Dinozaurul (film)
Dinozaurul este un film de animație din 2000, produs de Walt Disney Feature Animation și lansat inițial la de către Walt Disney Pictures. Premiera românească a filmului a avut loc la 1 decembrie 2000 în varianta subtitrată, filmul fiind distribuit de Glob Com Media.
Premiera în limba română a filmului a avut loc pe 13 iulie 2019, pe postul de televiziune Disney Channel.
În limba română distribuția este asigurată de: Elena Udrea (Plio), Dan Capatos (Triceratops), Pepe (Apatozaur), Cătălin Bordea (Zini), Inna (Neera) și Ion Țiriac (Kron). 

## Prezentare
Producția îmbină fotografia digitală de acțiune, efecte speciale și caractere generate pe computer. Acțiunea se petrece cu 65 milioane de ani în urmă, la sfârșitul perioadei cretacice, urmând în acțiunea dramatică călătoria unui iguanadon numit Aladar. Separat de propria sa specie și fiind crescut într-un paradis insular de către un clan de lemuri, viață lui Aladar se schimbă în momentul în care o ploaie meteori îl forțează să se alăture unui grup de dinozauri migratori care caută un pământ sigur.

## Personaje și voci
- D. B. Sweeney - Aladar
- Alfre Woodard - Plio
- Ossie Davis - Yar
- Max Casella - Zini
- Hayden Panettiere - Suri
- Samuel E. Wright - Kron
- Julianna Margulies - Neera
- Peter Siragusa - Bruton
- Joan Plowright - Baylene
- Della Reese - Eema